# Fegmimbang I
Fegmimbang I est un village de l'arrondissement d'Akono, département de la Méfou-et-Akono dans la région du Centre au Cameroun. 

## Population et société
En 1965, la population de Fegmimbang I était de 213 habitants, principalement des Ewondo. Lors du recensement de 2005, 238 habitants y ont été dénombrés.

## Personnalités nées à Fegmimbang I
- Jean Tabi Manga (1949), universitaire